# Lasioglossum birkmanni
Lasioglossum birkmanni är en biart som först beskrevs av Crawford 1906. Den ingår i släktet smalbin och familjen vägbin. Inga underarter finns listade i Catalogue of Life.

## Beskrivning
Ett avlångt bi med svart huvud och mellankropp. Hanen har dock gulaktiga markeringar på mundelarna.. Bakkroppen är mörkbrun, med ljusare framkanter på tergiterna, segmenten på bakkroppens ovansida. Färgen på bakkroppen (inklusive de ljusare kanterna) är generellt mörkare hos hanen. Behåringen är kort och gles, utom på honans baklår och buk, där hon har täta hårtufsar för polleninsamling.

## Ekologi
Lasioglossum birkmanni är solitär, honan gräver ett underjordiskt bo med en vertikal gång ner till 29 cm djup, med korta (1,5 cm) svagt sluttande sidogångar som mynnar i en larvcell.
Arten är polylektisk, den flyger till blommande växter ur flera olika familjer, som: oleanderväxter, korgblommiga växter, korsblommiga växter, ljungväxter, ärtväxter, viveväxter och rosväxter.

## Utbredning
Utbredningsområdet omfattar östra Nordamerika. Dels kring Stora sjöarna: Ontario i sydöstra Kanada och Wisconsin i USA. Dels östra centrala och södra USA från Kentucky över Arkansas, Tennessee, North Carolina, South Carolina och från Texas längs med sydkuststaterna till Georgia och nordligaste Florida.

## Bildgalleri

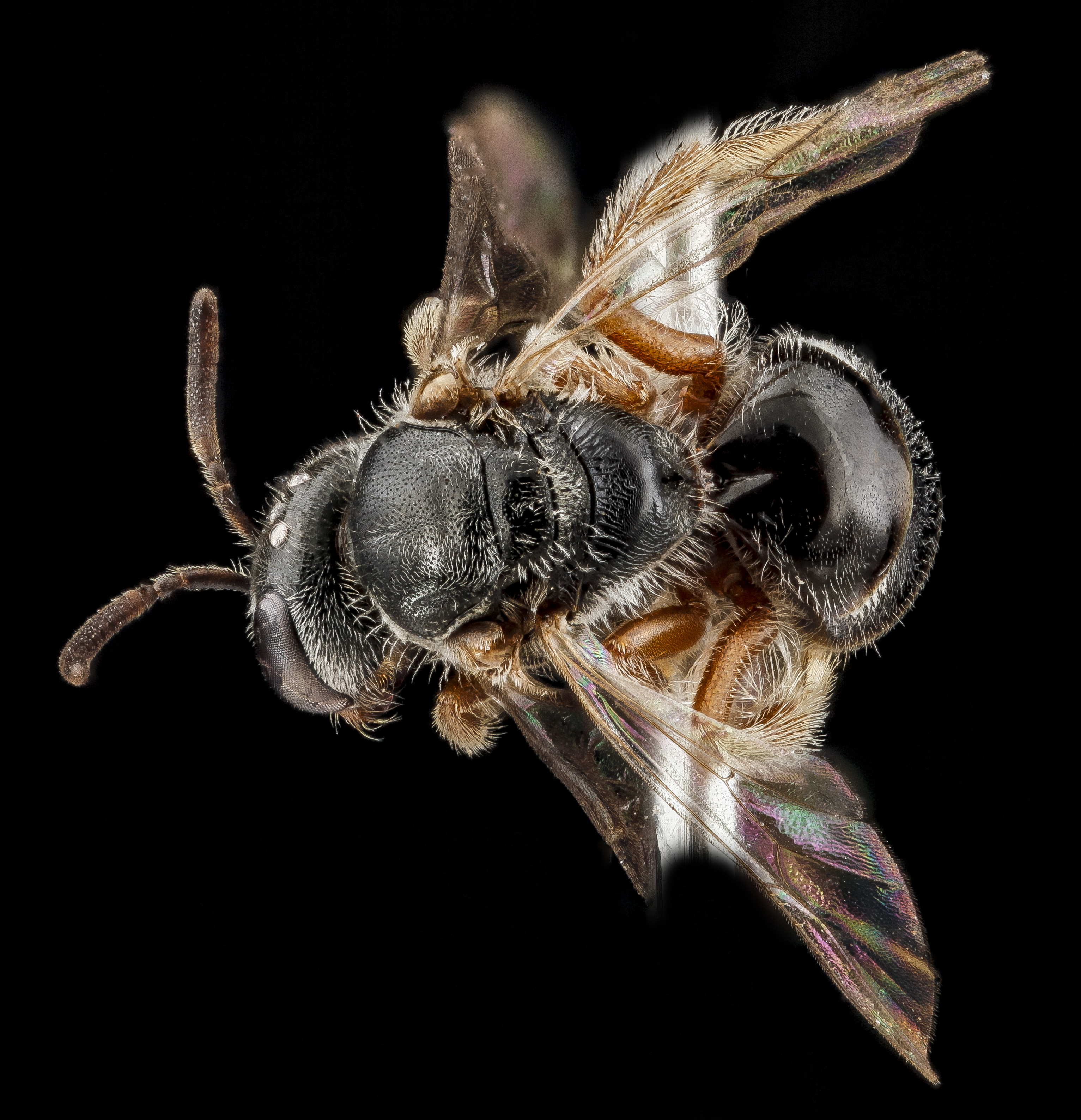
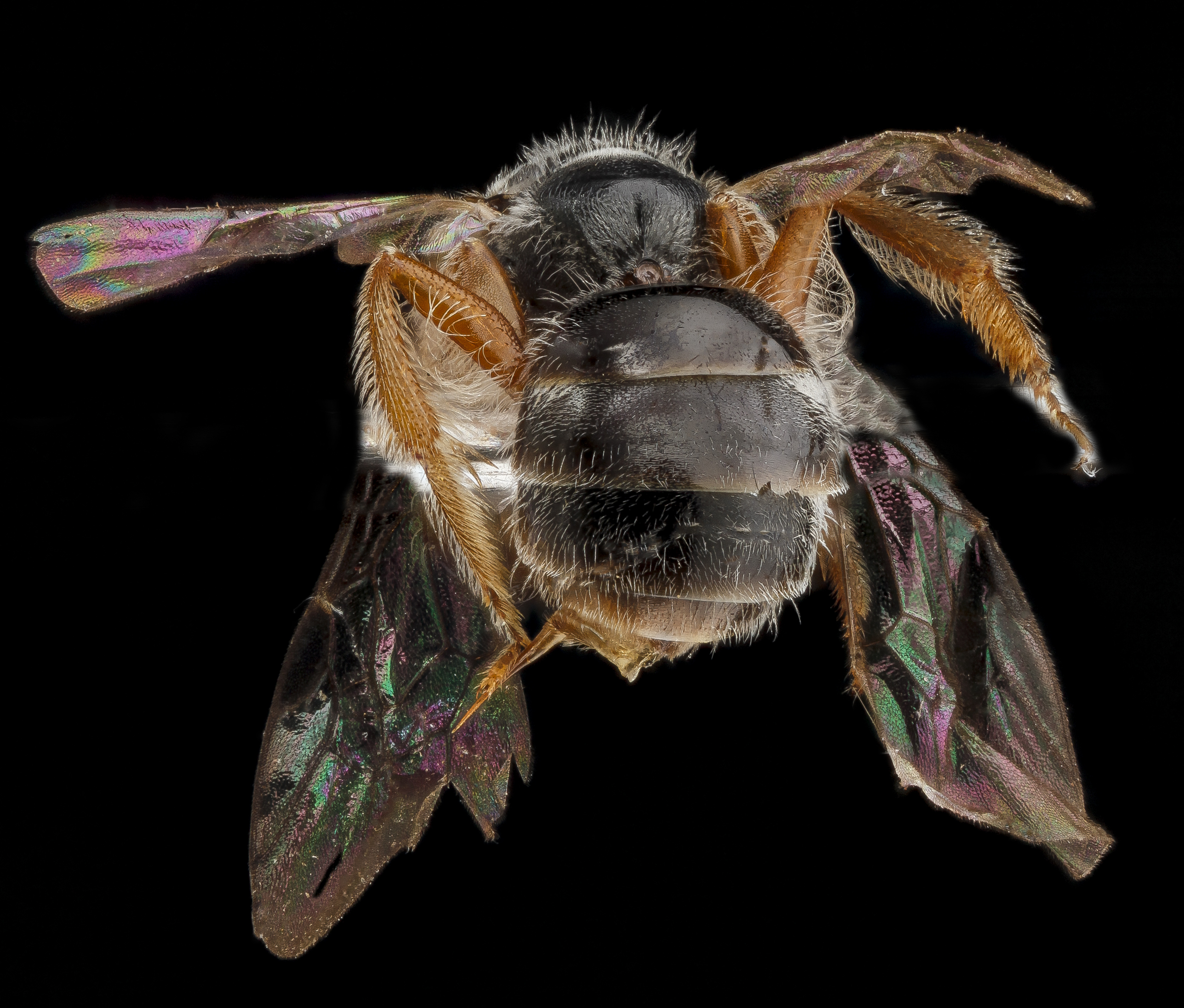